# Стшелінський повіт
Стшелінський повіт (пол. powiat strzeliński) — один з 26 земських повітів Нижньосілезького воєводства Польщі.
Утворений 1 січня 1999 року в результаті адміністративної реформи.

## Загальні дані
Повіт знаходиться у південно-східній частині воєводства.
Адміністративний центр — місто Стшелін.
Станом на 1.01.2008 населення становить 43 993 осіб, площа 622,08 км².
На терени повіту були депортовані 540 українців з українських етнічних територій у 1947 році (т. з. акція «Вісла»).

## Демографія
Демографічні дані повіту станом на 30.06.2005:
|       | Всього | Всього | Жінки  | Жінки | Чоловіки | Чоловіки |
| ----- | ------ | ------ | ------ | ----- | -------- | -------- |
|       | осіб   | %      | осіб   | %     | осіб     | %        |
| Повіт | 44 310 | 100    | 22 493 | 50,8  | 21 817   | 49,2     |
| Міста | 14 456 | 100    | 7514   | 52    | 6942     | 48       |
| Села  | 29 854 | 100    | 14 979 | 50,2  | 14 875   | 49,8     |